# Єшковиці
Єшковиці (пол. Jeszkowice, нім. Jäschkowitz) — село в Польщі, у гміні Черниця Вроцлавського повіту Нижньосілезького воєводства.
Населення — 813 осіб (2011).
У 1975-1998 роках село належало до Вроцлавського воєводства.

## Демографія
Демографічна структура станом на 31 березня 2011 року:
|          | Загалом | Допрацездатний вік | Працездатний вік | Постпрацездатний вік |
| -------- | ------- | ------------------ | ---------------- | -------------------- |
| Чоловіки | 387     | 85                 | 270              | 32                   |
| Жінки    | 426     | 91                 | 256              | 79                   |
| Разом    | 813     | 176                | 526              | 111                  |